# RSC Advances
La RSC Advances è una rivista scientifica peer-review solo on-line che comprende la ricerca su tutti gli aspetti della scienza chimica. È stata fondata nel 2011 e viene pubblicata dalla Royal Society of Chemistry. L'editor-in-chief è il professore Russell J. Cox (Leibniz Universität Hannover, DE).
Nel 2014, la rivista usciva con una frequenza molto alta, all'inizio circa 100/anno (simile a quella di ChemComm), ma più avanti nel corso dell'anno (e nel 2015) la frequenza è diventata maggiore, tuttavia è una rivista con uscita discontinua. Il numero di pagine annuali sul web è aumentato da circa 26500 nel 2013 a più di 65000 nel 2014, giungendo a 116 numeri e più di 115000 pagine (~1000 pagine/numero) nel 2016.
Dopo il 2016, fu annunciato che a partire da Gennaio 2017, la rivista veniva convertita da rivista con sottoiscrizione a una rivista open access. Nel frattempo, la rivista ha subito un rallentamento del volume delle pubblicazioni, con ogni numero contenente ~500 pagine. Sono stati emessi 89 numeri nel 2017 e 74 numeri nel 2018.

## Servizi d'indicizzazione e di abstract
La rivista viene riportata dai seguenti servizi di banche dati:
- Science Citation Index Expanded[4]
- Current Contents/Physical, Chemical & Earth Sciences[4]
- Scopus[5]